# Gletscherbruch

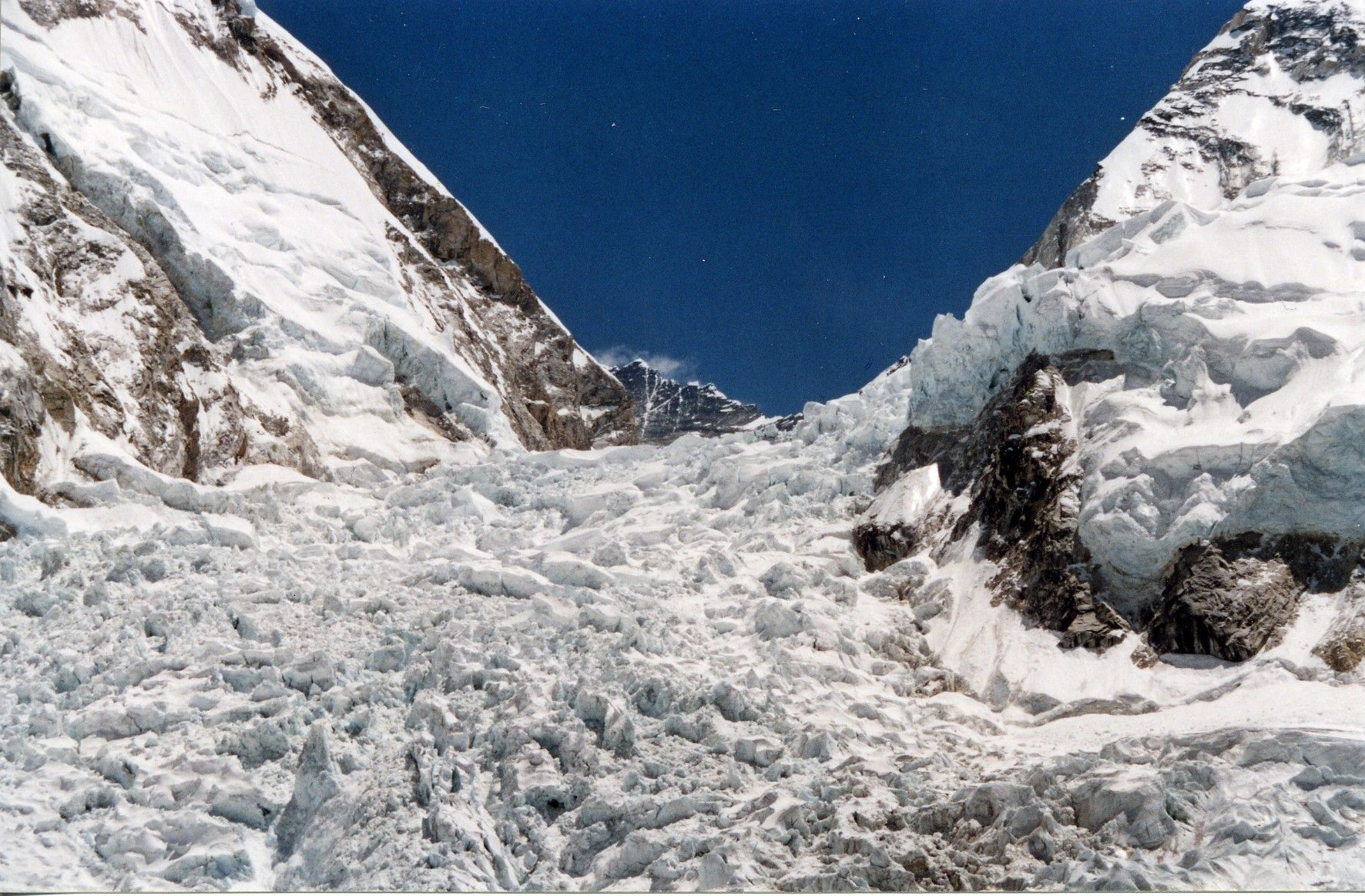
Khumbu-Eisbruch

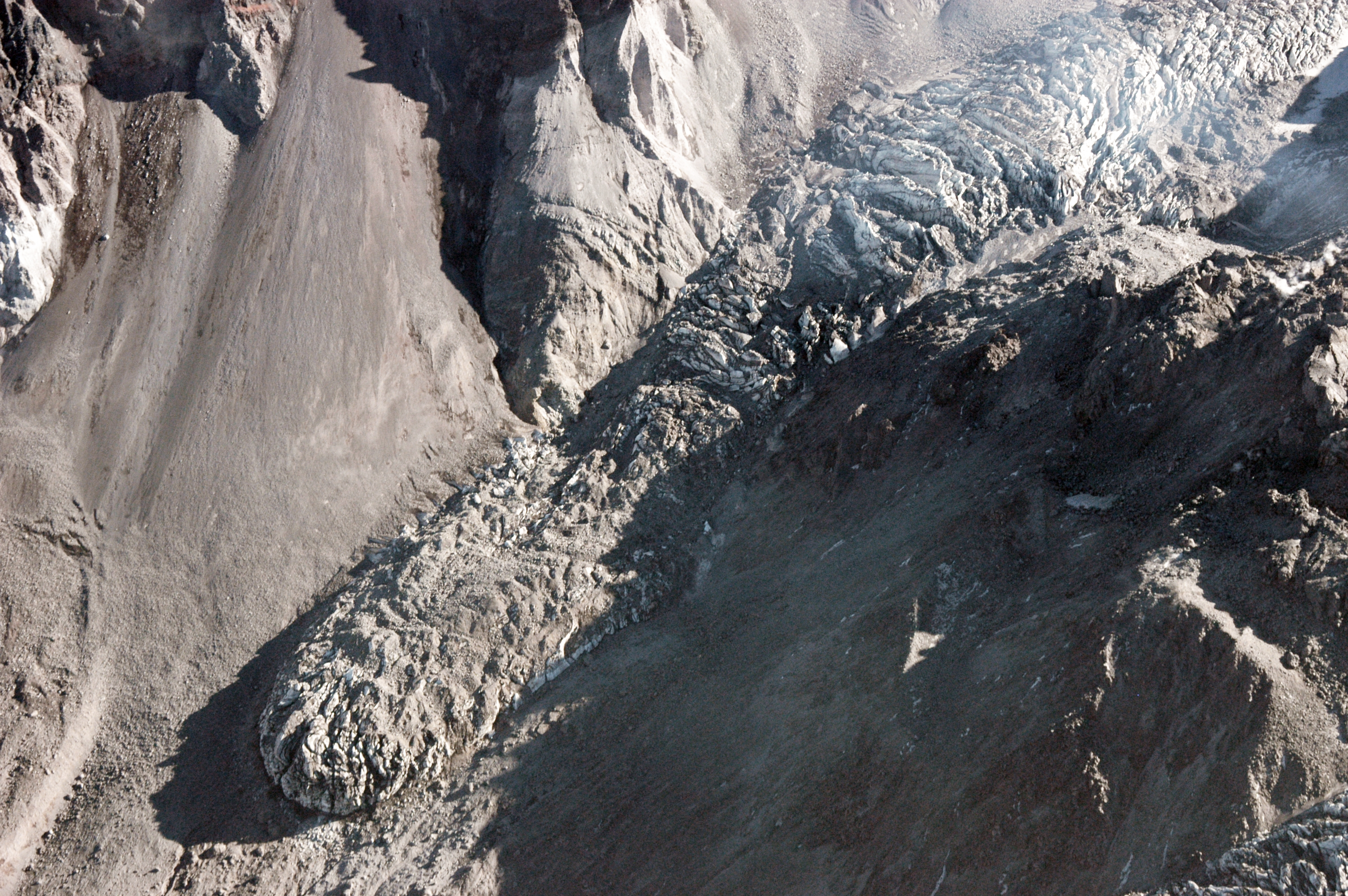
Ein kleinerer Gletscherbruch am Mount Saint Helens

Ein Gletscherbruch, meist jedoch als Eisbruch bezeichnet, entsteht, wenn ein Gletscher beim Fließen über eine höhere Geländestufe abbricht. 
Dort ändert sich das Gefälle so stark, dass es zu extremer Spaltenbildung kommt und das Eis in Quer- und Längsrichtung aufreißt. Häufig entstehen auch dabei einzelne, viele Meter hohe Eissäulen, sogenannte Seracs. 
Ein bekannter Eisbruch ist der Khumbu-Eisbruch auf der Südseite des Mount Everest.
Die 1841 so benannte Türkische Zeltstadt am Obersulzbachkees des  Großvenedigers (Österreich) löste sich mit dem Gletscherschwund auf, ab 2003 bildete sich hier ein Gletschersee, wie er auch im 17. Jahrhundert existierte.
Neben einer örtlichen Zone gebrochenen Eises wird auch der momentane Vorgang des Brechens eines Gletschers als Gletscherbruch bezeichnet. Am Gletscher der Marmolata, Südtirol, brach 2022 eine große Eisplatte ab, das Abgleiten des Materials tötete 11 Bergsportler.